# NARS Cosmetics
NARS Cosmetics — американская компания по производству декоративной и уходовой косметики для лица, основанная в 1994 году. Принадлежит компании Shiseido.

## История бренда
Основатель компании Франсуа Нарс родился на юге Франции и вырос под влиянием своей матери Клодетт и её коллекции дизайнерской одежды.
После окончания школы макияжа в Париже Нарс переехал в Нью-Йорк в 1984 году. Он также работал с известным фотографом Стивеном Майзелем и парикмахером Орибом Каналесом. В восьмидесятые и девяностые годы они выпустили множество журнальных статей, появившихся в известных модных изданиях, таких как Vogue и Elle.
В 1994 году Франсуа основал NARS Cosmetics. Линия косметики началась с двенадцати помад, продаваемых в Barneys New York. С тех пор бренд начал выпускать другие линейки косметики. Также у NARS есть «Коллекция оргазма», которая включает рассыпчатую пудру, блеск, помаду и бальзам для губ, многоразовые кремовые палочки, осветители, виниловый лак для губ и ногтей.
В 2000 году бренд был продан компании Shiseido.

## Тестирование на животных
NARS больше не является «брендом без жестокости». В 2017 году компания объявила, что несмотря на то, что они против испытания косметики на животных, это было требованием для поставки продукции на рынок Китая.
В публичном заявлении компании говорится: «Мы решили сделать NARS доступным в Китае, потому что считаем важным донести наше видение красоты и художественности до поклонников в этой стране. NARS не применяет тесты на животных и не просит других поступать так, за исключением мест, где это требуется по закону». Заявление вызвало волну критики и предложения бойкота против бренда.